# Sidcley
Sidcley Ferreira Pereira (Vila Velha, 13 de maio de 1993), conhecido apenas como Sidcley, é um futebolista brasileiro que atua como lateral-esquerdo. Atualmente, defende o Ratchaburi.

## Carreira

### Catanduvense
Revelado pela Catanduvense, Sidcley disputou 22 partidas no Campeonato Paulista de 2013 e marcou um gol.

### Atlético Paranaense
Chegou ao Furacão ainda em 2013. Com todos os laterais-esquerdos do elenco estavam machucados/suspensos, o até então treinador Ricardo Drubscky, resolveu promover Sidcley do sub-23 para o grupo principal. Disputou o Campeonato Brasileiro Sub-20 de 2013.
No Campeonato Paranaense de 2014, Sidcley disputou 11 das 15 partidas que o time sub-23 disputou, sendo nove partidas como titular e outras duas saindo do banco de reservas. Na maioria das partidas, ele atuou em uma posição nova para ele, a lateral-esquerda, já que ele gosta de atuar mais no meio-campo, mas na derrota por 1 a 0 para o Toledo, na segunda rodada do Paranaense, Sidcley jogou em sua posição de origem, no meio-campo.
Estreou pelo time principal do Atlético Paranaense na derrota por 1 a 0 para o Grêmio, em partida válida pelo Campeonato Brasileiro de 2014, entrando aos dez minutos do segundo tempo, no lugar de Nathan.

### Empréstimo ao Atlético Goianiense
No ano de 2015, o Atlético Paranaense emprestou o jogador ao Atlético Goianiense, onde ele jogou o Campeonato Goiano e parte do Campeonato Brasileiro da Série B. Com a mudança de treinador do Atlético Paranaense e com o desfalque de alguns jogadores do meio campo, o time paranaense rescindiu o contrato de empréstimo, solicitando o jogador ao time goiano.

### Corinthians
No dia 23 de fevereiro de 2018, Sidcley foi anunciado, como novo reforço do Corinthians, com contrato de empréstimo até o fim da temporada, envolvendo uma troca, de empréstimo, pelo jogador Camacho.
Estreou com a camisa do clube alvinegro, no dia 7 de março, em uma vitória por 1-0, contra o Mirassol, na Neo Química Arena, pelo Campeonato Paulista de 2018. Marcou seu primeiro gol, pelo Corinthians, no dia 22 de março do mesmo ano, em uma vitória por 2-0, contra o Bragantino, na Neo Química Arena, pelo Campeonato Paulista. Foi Campeão Paulista de 2018, pelo Corinthians.
No dia 6 de julho de 2018, chegou ao fim a passagem do jogador pelo clube paulista. Sidcley rescindiu seu contrato com o Corinthians, logo após rescindir com Athletico Paranaense e se transferir para o Dínamo de Kiev, com um contrato de 5 anos, pelo valor de 5 milhões de euros (cerca de R$ 22 milhões).

### Dínamo de Kiev
Sua apresentação no clube ucraniano aconteceu no dia 10 de julho de 2018.
Foi campeão da Supercopa da Ucrânia juntamente com o grupo em 2018 e 2019, porém não entrou em campo nas duas decisões.
Em 2021, retornou de empréstimo do Corinthians.

### Retorno ao Corinthians
No dia 4 de janeiro de 2020, foi anunciada a volta do jogador ao Corinthians. Ele voltou ao clube de São Paulo por empréstimo de 1 ano, e a negociação ficou em torno de 600.000 € (cerca de R$ 2,7 milhões), com prioridade de compra ao término do contrato. A decisão de voltar ao Brasil surgiu depois de começar a conviver com a reserva no Dinamo de Kiev.
Sua apresentação oficial ocorreu no dia 8 de janeiro, com sua reestreia acontecendo uma semana depois, no dia 15, em partida pela Florida Cup.
No dia 30 de outubro de 2020, o Corinthians optou por afastar Sidcley pelo restante do seu contrato de empréstimo, que irá se encerrar no dia 31 de dezembro do mesmo ano. Até esta data, o lateral ainda pode continuar treinando no CT, mas em horários diferentes do elenco principal. Na temporada, foram 19 partidas defendendo o clube alvinegro, com nenhuma assistência e nenhum gol.

### PAOK
Em 27 agosto de 2021, foi emprestado ao PAOK até o final da temporada.
Pelo time grego, o atleta atuou em 47 partidas, com dois gols e três assistências.

### Cuiabá
Em agosto de 2022, chega ao Cuiabá. Fez apenas 7 jogos pelo clube e saiu ao fim do ano.

### CSKA Sofia
Em 28 de fevereiro de 2023, assina com CSKA Sofia, da Bulgária por empréstimo até junho, com opção de renovação.

## Títulos
Athletico Paranaense
- Campeonato Paranaense: 2016

Corinthians
- Campeonato Paulista: 2018

Dínamo de Kiev
- Supercopa da Ucrânia: 2018, 2019